# 1978年の富士ロングディスタンスシリーズ
1978年の富士ロングディスタンスシリーズは、1978年4月9日に全日本富士500㎞で開幕し、10月29日に全日本富士500マイルで閉幕するまで、全3戦で争われた。

## 開催カレンダー
|       | 開催日   | イベント名          | 優勝                       | 優勝                                                |
| #     | 開催日   | イベント名          | ドライバー - 周回数 / 車種 |                                                     |
| 第1戦 | 4月9日   | 全日本富士500km     | 11                         | 長谷見昌弘 星野一義 115周 / アルピーヌ・A441/ルノー |
| 第2戦 | 7月23日  | 全日本富士1000km    | 5                          | 片山義美 浅井順久 230周 / マーチ・75S/マツダ        |
| 第3戦 | 10月29日 | 全日本富士500マイル | 5                          | 片山義美 浅井順久 128周 / マーチ・75S/マツダ        |

## 参考資料
- JAF モータースポーツ 国内競技結果